# Шан, Бен
Бен Шан (англ. Ben (Benjamin) Shahn; 1898, Каунас, Российская империя — 1969, Нью-Йорк) — американский художник и фотограф, выходец из Литвы, сочетавший в своем творчестве декоративную манеру изображения и остросоциальную тематику. Б. Шан принадлежит к числу крупнейших художников США — представителей критического реализма.

## Жизнь и творчество
Бен Шан родился в Каунасе в 1898. Отец будущего художника участвовал в революционном движении в России, и в 1902 году был сослан в Сибирь. После этого семья Б. Шана переехала в маленький литовский город Вилкмерге (Укмерге). В 1906 году вся семья переехала в Нью-Йорк (США). Вначале Шан учился литографии в литографской мастерской (1913—1917), затем в Нью-Йоркском городском колледже и в Нью-Йоркском университете (1919—1922), посещал различные курсы рисования и Национальную академию дизайна (1922). В 1924—1925 и 1927—1929 совершил путешествие в Европу и Северную Африку.
В 1929-1930 годах, совместно со своим другом, Уокером Эвансом, он снимает художественное ателье, где Эванс всерьёз заинтересовывает его фотоискусством. Фото принесли ему славу бытописателя нью-йоркского пролетариата, афроамериканского населения южных штатов и трущоб больших городов. Многие снимки Шана, сделанные на нью-йоркских улицах, послужили ему впоследствии как материал для картин и настенных панно. Мастер использовал также в работе и газетные фотографии. В 1930 году состоялась его первая персональная выставка в Нью-Йорке.
Одной из наиболее социально ангажированных была, созданная в 1931-1932 годах серия из 25 полотен (23 гуаши и две большие картины) «Страсти по Сакко и Ванцетти» (The Passion of Sacco and Vanzetti), в которой несправедливое осуждение и казнь двух рабочих-анархистов представляется как чудовищное повторение Страстей Христовых в буржуазном обществе XX столетия. Эта работа сделала Б. Шана известным в мире искусства: в 1932 году Музей американского искусства Уитни выбирает одну из картин художника для своего первого биеннале, и в том же году он приглашён нью-йоркским Музеем современного искусства принять участие в организуемой там выставке настенной живописи.
Последовавшие работы Шана, посвящённые также несправедливо осуждённому профсоюзному активисту Тому Муни привлекли внимание одного из ведущих муралистов мира — Диего Риверы. В 1933 году Шан ассистирует ему при создании монументальной фрески «Человек на распутье» в Рокфеллер-центре (эта настенная живопись была уничтожена ещё до своего окончания в связи с тем, что среди прочих здесь был создан и портрет Ленина). Таким образом, Шан активно включился в политическую и профсоюзную борьбу, и в период президентства Ф. Д. Рузвельта участвовал в федеральных программах властей по документированию жизни простых американцев и украшению зданий стенными росписями, темой которых выступал «Новый курс» Рузвельта. В 1937—1938 годах расписал Общественный центр федерального жилищного строительства в городе Рузвельт (Нью-Джерси), а в 1938—1939 годах написал темперой 13 больших картин для Центральной объединённой почты в Бронксе.
В более позднее время работы Б. Шана принимают участие в выставках современного искусства Документа 2, 3 и 6 в немецком городе Касселе (годы 1959, 1964 и 1977 соответственно), а также в Биеннале в Венеции (1954 год).
Работы художника находятся во многих музеях США, включая Художественный музей Уичито.